# Linden (Carolina del Nord)
Linden è un comune degli Stati Uniti d'America, situato in Carolina del Nord, nella contea di Cumberland.